# Harcèlement professionnel en milieu universitaire
Pour les articles homonymes, voir Harcèlement (homonymie).
Le harcèlement professionnel en milieu universitaire est une variante de harcèlement en milieu professionnel dans des institutions d'enseignement supérieur, comme les grandes écoles et les universités, qui se traduit par un ensemble d'agissements hostiles. Le milieu de l'enseignement supérieur et de la recherche est fortement concurrentiel et les hiérarchies y sont bien établies ; les jeunes professionnels sont particulièrement exposés. Bien que la plupart des universités possèdent des règles sur le harcèlement professionnel, chaque campus développe et applique ses propres procédures. La victime reste souvent sans recours.
Le harcèlement collectif en milieu universitaire est complexe : des universitaires se coordonnent pour rabaisser leur cible en exerçant des tactiques comme l'intimidation, les accusations injustifiées, l'humiliation et un harcèlement généralisé. Il est souvent difficile de recueillir des preuves sur ces comportements, invisibles aux yeux des tiers. Les victimes de harcèlement collectif dans le milieu universitaire risquent de souffrir de stress, de dépression, de pensées suicidaires, voire de trouble de stress post-traumatique.

## Harcèlement professionnel
Le harcèlement moral est une violence, physique ou psychologique, menée dans la durée par une personne ou un groupe contre une autre personne qui n'est pas en mesure de se défendre dans les conditions où prévaut cette hostilité, dans le dessein de blesser, menacer, effrayer la cible ou de lui imposer des angoisses.
Le harcèlement professionnel relève des catégories suivantes :
- Menace sur le statut professionnel, comme l'humiliation professionnelle en public, les accusations de ne pas déployer suffisamment d'efforts ou le dénigrement.
- Menace sur le statut social, comme railler une cible ou l'insulter.
- Isolement, comme la rétention d'informations sur des opportunités professionnelles pour empêcher la cible d'y accéder, par exemple sur des ateliers de formation, des évènements professionnels ou des échéances pour terminer une mission.
- Surcharge de travail, comme l'instauration d'échéances impossibles à tenir et désorganisations intempestives et inopportunes.
- Déstabilisation, comme confier des missions sans intérêt, s'abstenir de reconnaître les mérites de la cible malgré les pratiques habituelles, la limoger d'une position d'autorité, recours au gaslighting.

## Harcèlement moral et culture universitaire
Dans le milieu professionnel universitaire, plusieurs aspects se prêtent à la pratique du harcèlement et en découragent le signalement et l'atténuation, en raison des atteintes potentielles à la réputation d'une institution. Les directeurs d'une faculté en sont souvent eux-mêmes issus ; or, la plupart de ces directeurs n'ont reçu aucune formation spécifique de management pour réagir de manière adéquate aux problèmes de harcèlement. Il arrive que les auteurs d'un harcèlement professionnel soient des enseignants-chercheurs titulaires, ce qui provoque leur démission ou celle de leur victime. Les victimes sont, de plus en plus souvent, des enseignants vacataires ainsi que des étudiants (voir : Harcèlement des étudiants dans l'enseignement supérieur (en)).
La nature des institutions d'enseignement supérieur et de recherche, qui sont souvent décentralisées, risque de compliquer les démarches de victimes cherchant de l'aide ; quant aux requêtes devant des autorités externes à l'établissement, elles sont souvent décrites comme « la mise à mort de leur carrière »,,. Par conséquent, les enseignants et chercheurs victimes de harcèlement professionnels sont souvent circonspects à la perspective de signaler leurs problèmes. En plusieurs cas, les réseaux sociaux ont permis à des anonymes d'alerter, ou de calomnier, sur des problèmes de harcèlement. Des publications récentes dans la revue Nature soulignent la nécessité d'améliorer, dans les établissements, les processus de signalement en cas de harcèlement professionnel,.

### Harcèlement collectif
Le harcèlement collectif est endémique en milieu universitaire car la structure organisationnelle de ce milieu favorise ce phénomène.
D'après Kenneth Westhues (en), face au harcèlement collectif en milieu universitaire, certains facteurs aggravent la vulnérabilité des victimes : différences personnelles, comme le fait d'être étranger ou d'un autre sexe ; exercer dans des domaines post-modernes comme la musique et la littérature ; pressions économiques ; dépendre d'un supérieur hiérarchique agressif. D'autres facteurs sont l'envie, le caractère non conventionnel d'une personne et la politique sur le campus.

## Manifestations
Certains auteurs pensent que le harcèlement professionnel dans l'enseignement supérieur est un processus un peu plus subtil que dans d'autres milieux. Les cibles peuvent être victimes de contacts physiques importuns, de violences, de propos obscènes ou d'interruptions intempestives pendant les réunions, de dénigrement parmi leurs pairs dans des réunions dont elles n'ont pas été prévenues et elles peuvent rencontrer des obstacles pour obtenir de l'avancement,. Ce type de harcèlement peut se matérialiser par des exigences exagérées sous prétexte de se conformer aux règlements.

## Répercussions
Lors d'un harcèlement professionnel en milieu universitaire, ces comportements abusifs engendrent des répercussions graves et durables sur les cibles, tant dans leur carrière que dans leur vie personnelle, ainsi que sur leurs familles. Les victimes de harcèlement collectif à l'université risquent de subir « angoisses, dépression et idées suicidaires », et aussi des troubles de stress post-traumatique. Certains auteurs pensent que les séquelles psychologiques peuvent être parfois plus graves que dans le cas d'un harcèlement sexuel et peuvent mettre des années à se résorber.
Une étude de 2008 sur le sujet, d'après un sondage dans une université canadienne, conclut que cette pratique entraîne des pertes financières, y compris une rotation accélérée du personnel.

## Prévalence
Même si certains pensent que le problème est courant, il n'a pas suscité autant d'attention chez les chercheurs que le harcèlement moral dans d'autres milieux.
À l'instar des enquêtes généralistes sur le harcèlement professionnel, l'incidence varie largement en fonction du lieu et de la définition retenue pour qualifier le harcèlement. Selon certains statistiques, jusqu'à un quart voire un tiers des professionnels dans l'enseignement supérieur et la recherche déclarent avoir subi un harcèlement professionnel au cours de l'année passée. Ce taux est largement plus élevé que dans d'autres sphères, où entre 10 % et 14 % des professionnels déclarent avoir subi un harcèlement au travail au cours de l'année passée aux États-Unis ; néanmoins, ce taux est plus faible que dans le domaine de la santé, où une étude sur 17 hôpitaux grecs conclut que la moitié des médecins et infirmiers déclarent avoir subi un harcèlement professionnel. Environ 40 % des réponds déclarent avoir vu ou entendu parler de comportements hostiles de harcèlement envers un collègue. Dans l'une des plus vastes enquêtes sur le harcèlement à l'université, qui a porté sur 14 000 membres du personnel auprès de 92 institutions d'enseignement supérieur au Royaume-Uni, la fréquence des harcèlements connaît de fortes variations selon les établissements : dans chaque université, entre 2 % et 19 % du personnel annonce être constamment ou souvent victime de harcèlement.
En 2008, le syndicat University and College Union du Royaume-Uni publie les résultats d'une enquête menée auprès de ses 9 700 membres. 51 % des répondants déclarent n'avoir jamais subi de harcèlement ; 16,7 % qu'ils en ont subi occasionnellement ; 6,7 % qu'ils en ont subi souvent ou systématiquement. Les résultats varient selon les établissements : les répondants de l'université de Londres-Est présentent l'incidence la plus élevée.
En 2005, le Times Higher Education commandite une enquête et reçoit 843 réponses. Plus de 40 % des répondants déclarent avoir subi un harcèlement, dont 33 % signalent des contacts physiques malvenus et 10 % des violences physiques ; près de 75 % des répondants disent avoir été témoins du harcèlement d'un collègue. Le taux d'incidence dans cette enquête est plus élevé que celui qui correspond en général aux sondages en interne (entre 12 % et 24 %).

### Doctorants
D'après une enquête menée en 2021 par la radio NOS op 3 (en) chez les étudiants en doctorat inscrits à l'université dans l'ensemble des Pays-Bas, les formes les plus courantes de harcèlement sont les gestes sexuels déplacés, la discrimination et les infractions aux critères scientifiques. Environ 100 étudiants en doctorat sont interrogés et près de 50 % des répondants annoncent avoir rencontré des comportements anormaux, comme une charge de travail intenable, l'impossibilité de poser des questions essentielles, la moquerie, l'intimidation, l'exclusion sociale et l'omission de leur nom quand leurs travaux sont cités. Parmi les étudiants internationaux, les problèmes les plus fréquents sont le sexisme, le racisme et des comportements sexuels déplacés. Sur le plan de la charge de travail intenable et des conditions malsaines de travail chez les doctorants, l'une des causes identifiées est la concurrence, entre les chercheurs à la tête d'une équipe, pour obtenir un financement de leurs travaux (dont le principal bailleur est le Dutch Research Council (en)). Une autre enquête, menée par la Confédération syndicale des Pays-Bas et la Dutch Research School of Philosophy, recueille des résultats similaires à ceux de NOS op 3 ; dans cette seconde enquête, la conclusion annonce que « 58 % des doctorants subissent un risque plus élevé de développer des troubles psychiatriques, comme la dépression » et l'épuisement professionnel.
Les mesures et procédures contre le harcèlement professionnel dans les universités peuvent être utilisées à mauvais escient : l'American Association of University Professors (en) remarque que les enseignants et chercheurs qui s'opposent à la direction sur la gouvernance de l'université ou qui se plaignent des inégalités sur leur lieu de travail peuvent devenir des cibles de représailles sous forme de plaintes pour harcèlement visant à museler leur dissidence.
Un obstacle à la lutte contre le harcèlement moral en milieu universitaire est constitué par les rapports de domination entre le doctorant et le responsable de recherche ou de laboratoire, dont peut dépendre l'entrée dans la carrière. L'action peut aussi être entravée par le caractère "multi-tutelle" de nombreux laboratoires, qui nécessite de faire intervenir plusieurs dispositifs de signalement d'institutions différentes. 

#### En France
En 2021 et 2022, en France, plusieurs articles du Monde relatent la souffrance que vivent les doctorants,,. Dans certaines situations, ce sont des pressions psychologiques récurrentes qui sont évoquées, ou l'impossibilité de déposer des congés : ces agissements sont favorisés par le fait que "l’entrée dans la carrière dépend de la bonne relation avec un responsable de recherche ou de laboratoire, ce qui est un frein au signalement des violences subies".
Inspirés par les modèles de violentomètre, plusieurs "harcèlomètres" ont été créés pour tenter de mesurer le harcèlement en général,, dont un spécifiquement pour le harcèlement moral dans l'enseignement supérieur et la recherche. Ces échelles de gravité des comportements harcelants ont pour objectif de permettre la mise en lumière les contextes dysfonctionnels et visent à aider à diagnostiquer les situations problématiques. Des campagnes de sensibilisation ont par ailleurs lieu dans certains établissements, parfois à l'initiative des syndicats.

## Harcèlement des étudiants en médecine
D'après une enquête britannique de 2005, environ 35 % des étudiants en médecine déclarent avoir subi un harcèlement. Parmi les 1 000 étudiants interrogés, près d'un sur quatre déclare avoir subi un harcèlement professionnel par un médecin et un sur six par un infirmier. Les manifestations du harcèlement professionnel se matérialisent par des actes comme :
- Humiliation par les enseignants devant les patients
- Rabaissement car ils ne sont pas issus d'une « famille de soignants »
- Mise sous pression pour conduire une procédure sans surveillance.

La revue The Lancet évoque le besoin d'établir un comité mondial sur l'éthique des comportements en milieu professionnel à l'université pour examiner les signalements de harcèlement de manière ferme, équitable et sans parti-pris.

### Ouvrages
- Leah P. Hollis (éd.), The Coercive Community College: Bullying and Its Costly Impact on the Mission to Serve Underrepresented Populations, Bingley, U.K., Emerald Group Publishing, 2016 (ISBN 9781786355980, OCLC 946605641)
- Jaime Lester (éd.), Workplace Bullying in Higher Education, Routledge, 2013 (ISBN 9780415519649, OCLC 768171467)
- Stephen Riley, Barsteadworth College – How Workplace Bullies Get Away With It, London, Chipmunka Publishing, 2010 (ISBN 978-1-84991-182-5, lire en ligne)
- John Towler, Chaos and Academic Mobbing – The True Story of The Renison Affair, 2011
- Darla J. Twale, Faculty Incivility: The Rise of the Academic Bully Culture and What to Do About It, 2008 (ISBN 978-0-470-19766-0, lire en ligne)
- Kenneth Westhues, The Envy of Excellence: Administrative Mobbing of High-Achieving Professors, Lewiston, New York, Edwin Mellen Press, 2004 (ISBN 978-0-7734-5979-3, lire en ligne)

### Articles universitaires
- M Chapell, D Casey, C De la Cruz, J Ferrell, J Forman, R Lipkin, M Newsham, M Sterling et S Whittaker, « Bullying in college by students and teachers. », dans Adolescence, vol. 39, 2004, 53–64 p. (PMID 15230065), chap. 153
- Leah P. Hollis, « Bully University? The Cost of Workplace Bullying and Employee Disengagement in American Higher Education », dans SAGE Open, vol. 5, 1er avril 2015, 215824401558999 p. (DOI 10.1177/2158244015589997 ), chap. 2
- Gavin Hughes, « Examples of Good Practice when Dealing with Bullying in a Further/Higher Education College », dans Pastoral Care in Education, vol. 19, septembre 2001, 10–13 p. (DOI 10.1111/1468-0122.00201, S2CID 145206683), chap. 3
- Dragana Krestelica et Llandis Barratt Pugh, « Do policies on bullying make a difference? Contrasting strategy regimes within higher education in Australia and Croatia », dans International Journal of Management and Decision Making, vol. 10, 2009, 303 p. (DOI 10.1504/IJMDM.2009.026680), chap. 5/6
- Jaime Lester, « Not Your Child's Playground: Workplace Bullying Among Community College Faculty », dans Community College Journal of Research and Practice, vol. 33, 2009, 444–462 p. (DOI 10.1080/10668920902728394, S2CID 145723282, lire en ligne), chap. 5
- Lewis, Duncan Workplace bullying–interim findings of a study in further and higher education in Wales – International Journal of Manpower, Vol 20 Issue 1/2 1999
- Duncan Lewis, « Voices in the social construction of bullying at work: exploring multiple realities in further and higher education », dans International Journal of Management and Decision Making, vol. 4, 2003, 65–81 p. (DOI 10.1504/ijmdm.2003.002489, lire en ligne), chap. 1
- Mitsunori Misawa, « Racist and Homophobic Bullying in Adulthood: Narratives from Gay Men of Color in Higher Education », dans New Horizons in Adult Education and Human Resource Development, vol. 24, janvier 2010, 7–23 p. (DOI 10.1002/nha3.10370), chap. 1
- Savva, C. and Alexandrou, A., The impact of bullying in further and higher education – Bullying at Work research and update conference 1998
- Ruth Simpson et Claire Cohen, « Dangerous Work: The Gendered Nature of Bullying in the Context of Higher Education », dans Gender, Work and Organization, vol. 11, mars 2004, 163–186 p. (DOI 10.1111/j.1468-0432.2004.00227.x), chap. 2
- Mary Thomas, « Bullying among support staff in a higher education institution », dans Health Education, vol. 105, 2005, 273–288 p. (DOI 10.1108/09654280510602499), chap. 4
- Harassment and Bullying in Higher & Further Education The National Harassment Network First Higher and Further Education Branch Annual Conference 1997
- Katerina Zabrodska et Petr Kveton, « Prevalence and Forms of Workplace Bullying among University Employees », dans Employee Responsibilities and Rights Journal, vol. 25, 2013, 89–108 p. (DOI 10.1007/s10672-012-9210-x, S2CID 143679664), chap. 2